# 阿青
阿青為金庸武俠小說《越女劍》的女主角，是越國的一名牧羊女。劍術天下無雙，修為很可能在後代另一無敵劍魔獨孤求敗之上，因憑一根竹枝就能夠打敗一千越國甲士加一千劍士，為金庸小說中武功絕頂的高手之一。

## 生平
阿青在一次牧羊時巧遇一頭會使竹棒的白猿，並從那次以之後就常與牠以竹棒交手，因而悟得高超的劍法。
後來范蠡在街上遇見她以一人挫敗八名吳國劍士，就請了她去「訓練」越國劍士。
由於她不懂教人，雖說是訓練，實際上是讓她與越國劍士交手。
原來在她和范蠡相處其間，她愛上了范蠡，但范蠡卻只心愛西施。
最後，在越國擊敗吳國、范蠡與西施重逢之際，她擊潰二千禁軍並盡除他們武器，她欲殺西施，但驚於西施之美貌而放棄了，西施則因心竅受阿青之劍勁所傷，其後不時疼痛撫胸，即「西子捧心」。

## 電視劇
曾飾演阿青的演員：
- 李賽鳳：香港亞洲電視 (1986)

## 相關人物
- 愛人：范蠡
- 師父：白猿
- 傳人：越國劍士、「越女劍」韓小瑩

## 外部連結
- 《越女剑》凄美爱情故事为主线 将被搬上银幕 （简体中文）
- 《越女劍》力邀蕭薔演西施 阿青或用純新人 （页面存档备份，存于） （简体中文）
- 男性主導下的轉變--淺析金庸《越女劍》中的“阿青” （页面存档备份，存于） （简体中文）